# Andrzej Bondarewski
Andrzej Mieczysław Bondarewski (ur. 21 lutego 1938 w Warszawie, zm. 24 stycznia 2011 w Otwocku) – polski polityk i prawnik, adwokat, poseł na Sejm PRL VII kadencji i na Sejm kontraktowy (X kadencji).

## Życiorys
Syn Stanisława i Ireny. W 1960 ukończył studia prawnicze na Uniwersytecie Warszawskim. Od 1962 należał do Stronnictwa Demokratycznego, m.in. stał na czele jego struktur w Otwocku, gdzie zaczął praktykować jako adwokat. Od 1969 do 1980 był radnym Miejskiej Rady Narodowej w Otwocku. W latach 1980–1990 zasiadał w Radzie Narodowej miasta stołecznego Warszawy, a w okresie 1984–1990 pełnił funkcję jej wiceprzewodniczącego. W 1984 był członkiem Społecznego Komitetu Obchodów 40-lecia Polski Ludowej w Warszawie.
Był posłem na Sejm PRL VII i X kadencji, wybierany w okręgu Warszawa Praga-Południe i piotrkowskim. W trakcie VII kadencji został sekretarzem Sejmu, w X kadencji pełnił funkcję przewodniczącego Komisji Łączności z Polakami za Granicą. Nie kandydował w kolejnych wyborach parlamentarnych. W grudniu 1991 ubiegał się o stanowisko przewodniczącego Stronnictwa Demokratycznego, ostatecznie przegrywając w głosowaniu ze Zbigniewem Adamczykiem. Od stycznia 1992 pełnił obowiązki wiceprzewodniczącego SD. Po odejściu z parlamentu powrócił do praktyki adwokackiej.
W latach 90. przystąpił do Unii Wolności, od 2005 był działaczem Partii Demokratycznej (pełnił funkcje członka krajowego sądu koleżeńskiego i przewodniczącego struktur tej partii w Otwocku). Pochowany na cmentarzu parafialnym w Otwocku.

## Odznaczenia
Odznaczony Krzyżem Kawalerskim Orderu Odrodzenia Polski (1988), Złotym (1980) i Brązowym Krzyżem Zasługi, Medalem 30-lecia Polski Ludowej oraz Złotą odznaką honorową „Za Zasługi dla Warszawy” i odznaką „Zasłużonemu Działaczowi Stronnictwa Demokratycznego”.